# Nathan Gill
Nathan Gill, né le 6 juillet 1973 à Kingston upon Hull, est un homme politique britannique, membre du Parti du Brexit.

## Biographie
Né le 6 juillet 1973 à Kingston upon Hull en Angleterre, Nathan Gill déménage avec sa famille au pays de Galles dans les années 1980. Il suit sa scolarité au sein de l'école Ysgol David Hughes puis au Menai College de Bangor.
En 2013, il est le candidat du Parti pour l'indépendance du Royaume-Uni à l'élection partielle d'Ynys Môn pour un siège à l'Assemblée nationale du pays de Galles. Il n'est pas élu, mais remporte près de 15 % des suffrages, talonnant le candidat travailliste et battant de loin le candidat conservateur.
Le 22 mai 2014, il est élu député européen britannique. Deux ans plus tard, en 2016, il est élu membre sans-étiquette de l'Assemblée nationale du pays de Galles.
En décembre 2018, il quitte le Parti pour l'indépendance du Royaume-Uni (UKIP), en opposition aux liens entre le chef du parti, Gerard Batten, et le militant d'extrême droite Tommy Robinson. Il rejoint le Parti du Brexit en février 2019 et est réélu député européen le 23 mai 2019.

En 2025 il est  accusé d'avoir accepté des pots de vins pour prendre des positions pro-Kremlin.

## Résultats électoraux
Élections générales britanniques de 2019 — Caerphilly :
| Parti politique         | Parti politique         | Nom                     | Voix   | %       | ±%   | Maj.  |
| ----------------------- | ----------------------- | ----------------------- | ------ | ------- | ---- | ----- |
|                         | Travailliste            | Wayne David (sortant)   | 18 018 | 44,91 % | −9,5 | 6 833 |
|                         | Conservateur            | Jane Pratt              | 11 185 | 27,88 % | 2,7  |       |
|                         | Plaid Cymru             | Lindsay Whittle (en)    | 6 424  | 16,01 % | 1,6  |       |
|                         | Brexit                  | Nathan Gill             | 4 490  | 11,19 % | 11,2 |       |
| Total des votes valides | Total des votes valides | Total des votes valides | 40 117 | 100 %   |      |       |
| Électeurs inscrits      | Électeurs inscrits      | Électeurs inscrits      | 63 166 |         |      |       |